# Glandora oleifolia
Glandora oleifolia là loài thực vật có hoa trong họ Mồ hôi. Loài này được (Lapeyr.) D.C.Thomas mô tả khoa học đầu tiên năm 2008.